# Erpodium glaucum
Erpodium glaucum là một loài rêu trong họ Erpodiaceae. Loài này được Wilson I.G. Stone mô tả khoa học đầu tiên năm 1997.